# Frosinone Calcio 1996-1997
Questa pagina raccoglie le informazioni riguardanti il Frosinone Calcio nelle competizioni ufficiali della stagione 1996-1997.

## Stagione

Salvatore Campilongo, miglior marcatore stagionale dei ciociari con 9 reti, segnò, nell'ultimo minuto del play-out di ritorno, il gol decisivo per la salvezza contro la sua ex Casertana.

Il Frosinone della post disfatta di Benevento che vide sfumare all'ultima giornata la promozione in Serie C1, non riesce a confermare il ruolo di squadra in lotta per la vetta, conducendo un campionato nei latifondi della classifica e salvandosi solo ai play-out contro gli ex amici della Casertana. La chiave di questa stagione in secondo piano è stato il cambio di ben quattro allenatori che diedero un ambiente poco stabile, insieme alle cessioni di giocatori protagonisti delle annate precedenti come Mario Brandani, Claudio Pelosi, Paolo Russo e Cristiano Di Loreto.

## Divise e sponsor
Lo sponsor tecnico della stagione 1996-1997 è Admiral, mentre lo sponsor ufficiale è Banca Popolare della Ciociaria.
| Casa |  | Casa (alternativa) | Trasferta |

## Rosa
| N. |                   | Ruolo | Calciatore             |
| -- | ----------------- | ----- | ---------------------- |
|    | Italia (bandiera) | P     | Stefano Ambrosi        |
|    | Italia (bandiera) | A     | Massimo Anselmi        |
|    | Italia (bandiera) | P     | Massimo Assante        |
|    | Italia (bandiera) | D     | Marco Bagaglini        |
|    | Italia (bandiera) | A     | Salvatore Campilongo   |
|    | Italia (bandiera) | D     | Massimo Carli          |
|    | Italia (bandiera) | C     | Antonio Colagiovanni   |
|    | Italia (bandiera) | C     | Carlo Cotroneo         |
|    | Italia (bandiera) | C     | Cristiano Di Loreto    |
|    | Italia (bandiera) | C     | Marco Francabandiera   |
|    | Italia (bandiera) | C     | Cristiano Gagliarducci |
|    | Italia (bandiera) | D     | Gianluca Lagati        |
|    | Italia (bandiera) | A     | Tiziano Levanti        |

| N. |                   | Ruolo | Calciatore         |
| -- | ----------------- | ----- | ------------------ |
|    | Italia (bandiera) | D     | Alessandro Marucci |
|    | Italia (bandiera) | C     | Stefano Papiri     |
|    | Italia (bandiera) | A     | Claudio Pelosi     |
|    | Italia (bandiera) | C     | Fabrizio Perrotti  |
|    | Italia (bandiera) | D     | Vincenzo Prochilo  |
|    | Italia (bandiera) | C     | Maurizio Promutico |
|    | Italia (bandiera) | A     | Antonio Rebesco    |
|    | Italia (bandiera) | D     | Fabio Sanguedolce  |
|    | Italia (bandiera) |       | Scognamiglio       |
|    | Italia (bandiera) | D     | Carlo Tebi         |
|    | Italia (bandiera) | A     | Gianni Testa       |
|    | Italia (bandiera) |       | Valentini          |
|    | Italia (bandiera) |       | Zara               |

## Risultati

### Girone di andata
| Teramo 1 settembre 1996 1ª giornata                              | Teramo    | 2 – 0 | Frosinone | Stadio comunale di Teramo |
| \| \| \| \| \| Pizzo 25’ (rig.) Terzaroli 89’ \| Marcatori \| \| |           |       |           |                           |
|                                                                  |           |       |           |                           |
| Pizzo 25’ (rig.) Terzaroli 89’                                   | Marcatori |       |           |                           |

| Frosinone 8 settembre 1996 2ª giornata                                     | Frosinone | 1 – 2                      | Battipagliese | Stadio Matusa |
| \| \| \| \| \| Campilongo 1’ \| Marcatori \| 35’ (aut.) Tebi 38’ D'Antò \| |           |                            |               |               |
|                                                                            |           |                            |               |               |
| Campilongo 1’                                                              | Marcatori | 35’ (aut.) Tebi 38’ D'Antò |               |               |

| Marsala 15 settembre 1996 3ª giornata | Marsala | 0 – 0 | Frosinone | Stadio Antonino Lombardo Angotta |

| Frosinone 22 settembre 1996 4ª giornata                          | Frosinone | 1 – 1         | Chieti | Stadio Matusa |
| \| \| \| \| \| Campilongo 90+4’ \| Marcatori \| 37’ Castorina \| |           |               |        |               |
|                                                                  |           |               |        |               |
| Campilongo 90+4’                                                 | Marcatori | 37’ Castorina |        |               |

| Frosinone 29 settembre 1996 5ª giornata                                   | Frosinone | 2 – 1          | Viterbese | Stadio Matusa |
| \| \| \| \| \| Campilongo 30’ Testa 33’ \| Marcatori \| 80’ Nardecchia \| |           |                |           |               |
|                                                                           |           |                |           |               |
| Campilongo 30’ Testa 33’                                                  | Marcatori | 80’ Nardecchia |           |               |

| Caserta 6 ottobre 1996 6ª giornata                         | Casertana | 1 – 1    | Frosinone | Stadio Alberto Pinto |
| \| \| \| \| \| Scagliarini 89’ \| Marcatori \| 5’ Testa \| |           |          |           |                      |
|                                                            |           |          |           |                      |
| Scagliarini 89’                                            | Marcatori | 5’ Testa |           |                      |

| Frosinone 13 ottobre 1996 7ª giornata                        | Frosinone | 0 – 2                      | Sporting Benevento | Stadio Matusa |
| \| \| \| \| \| \| Marcatori \| 35’ Bombardini 56’ Petitto \| |           |                            |                    |               |
|                                                              |           |                            |                    |               |
|                                                              | Marcatori | 35’ Bombardini 56’ Petitto |                    |               |

| Torre del Greco 20 ottobre 1996 8ª giornata      | Turris    | 1 – 0 | Frosinone | Stadio Amerigo Liguori |
| \| \| \| \| \| De Carolis 31’ \| Marcatori \| \| |           |       |           |                        |
|                                                  |           |       |           |                        |
| De Carolis 31’                                   | Marcatori |       |           |                        |

| Roma 3 novembre 1996 9ª giornata | Frosinone                       | 0 – 0 | Taranto | Stadio Flaminio\| Arbitro: \| Vendramin (Castelfranco Veneto) \| |
| Arbitro:                         | Vendramin (Castelfranco Veneto) |       |         |                                                                  |

| Matera 10 novembre 1996 10ª giornata                                | Matera    | 3 – 0 | Frosinone | Stadio XXI Settembre |
| \| \| \| \| \| Zian 29’ (rig.), 53’ Cacciola 77’ \| Marcatori \| \| |           |       |           |                      |
|                                                                     |           |       |           |                      |
| Zian 29’ (rig.), 53’ Cacciola 77’                                   | Marcatori |       |           |                      |

| Arbitro: | Silvestrini (Macerata) |

|                          |           |               |
| Campilongo 42’, 54’, 74’ | Marcatori | 77’ D'Isidoro |

| Casal di Principe 1º dicembre 1996 12ª giornata | Albanova  | 0 – 1       | Frosinone | Stadio comunale |
| \| \| \| \| \| \| Marcatori \| 3’ Prochilo \|   |           |             |           |                 |
|                                                 |           |             |           |                 |
|                                                 | Marcatori | 3’ Prochilo |           |                 |

| Castrovillari 8 dicembre 1996 13ª giornata | Castrovillari | 0 – 0 | Frosinone | Stadio Mimmo Rende |

| Frosinone 15 dicembre 1996 14ª giornata                       | Frosinone | 3 – 0 | Bisceglie | Stadio Matusa |
| \| \| \| \| \| Testa 10’, 45’ Cotroneo 57’ \| Marcatori \| \| |           |       |           |               |
|                                                               |           |       |           |               |
| Testa 10’, 45’ Cotroneo 57’                                   | Marcatori |       |           |               |

| Gela 22 dicembre 1996 15ª giornata                                               | Juveterranova Gela | 2 – 2                    | Frosinone | Stadio Vincenzo Presti |
| \| \| \| \| \| Conte 8’ Misiti 90+2’ \| Marcatori \| 44’ Promutico 52’ Pelosi \| |                    |                          |           |                        |
|                                                                                  |                    |                          |           |                        |
| Conte 8’ Misiti 90+2’                                                            | Marcatori          | 44’ Promutico 52’ Pelosi |           |                        |

| Frosinone 29 dicembre 1996 16ª giornata | Frosinone | 0 – 0 | Altamura | Stadio Matusa |

| Catanzaro 12 gennaio 1997 17ª giornata                          | Catanzaro | 2 – 1          | Frosinone | Stadio Nicola Ceravolo |
| \| \| \| \| \| Campo 70’, 89’ \| Marcatori \| 62’ Campilongo \| |           |                |           |                        |
|                                                                 |           |                |           |                        |
| Campo 70’, 89’                                                  | Marcatori | 62’ Campilongo |           |                        |

### Girone di ritorno
| Frosinone 19 gennaio 1997 18ª giornata                        | Frosinone | 0 – 2                       | Teramo | Stadio Matusa |
| \| \| \| \| \| \| Marcatori \| 58’, 93’ (rig.) Bertuccelli \| |           |                             |        |               |
|                                                               |           |                             |        |               |
|                                                               | Marcatori | 58’, 93’ (rig.) Bertuccelli |        |               |

| Battipaglia 26 gennaio 1997 19ª giornata                 | Battipagliese | 2 – 0 | Frosinone | Stadio Luigi Pastena |
| \| \| \| \| \| S. Russo 27’ Rossi 57’ \| Marcatori \| \| |               |       |           |                      |
|                                                          |               |       |           |                      |
| S. Russo 27’ Rossi 57’                                   | Marcatori     |       |           |                      |

| Avezzano 2 febbraio 1997 20ª giornata                    | Frosinone | 2 – 0 | Marsala | Stadio dei Marsi |
| \| \| \| \| \| Testa 43’ Perrotti 91’ \| Marcatori \| \| |           |       |         |                  |
|                                                          |           |       |         |                  |
| Testa 43’ Perrotti 91’                                   | Marcatori |       |         |                  |

| Chieti 9 febbraio 1997 21ª giornata | Chieti | 0 – 0 | Frosinone | Stadio Guido Angelini |

| Viterbo 16 febbraio 1997 22ª giornata | Viterbese | 0 – 0 | Frosinone | Stadio Enrico Rocchi |

| Frosinone 23 febbraio 1997 23ª giornata                        | Frosinone | 2 – 0 | Casertana | Stadio Matusa |
| \| \| \| \| \| Campilongo 58’ Promutico 66’ \| Marcatori \| \| |           |       |           |               |
|                                                                |           |       |           |               |
| Campilongo 58’ Promutico 66’                                   | Marcatori |       |           |               |

| Benevento 2 marzo 1997 24ª giornata           | Sporting Benevento | 1 – 0 | Frosinone | Stadio Ciro Vigorito |
| \| \| \| \| \| De Palma 9’ \| Marcatori \| \| |                    |       |           |                      |
|                                               |                    |       |           |                      |
| De Palma 9’                                   | Marcatori          |       |           |                      |

| Frosinone 9 marzo 1997 25ª giornata | Frosinone | 0 – 0 | Turris | Stadio Matusa |

| Arbitro: | Cicoianni (Ascoli Piceno) |

|              |           |                  |
| Cipriani 34’ | Marcatori | 52’ Gagliarducci |

| Frosinone 29 marzo 1997 27ª giornata                                                  | Frosinone | 1 – 3                                   | Matera | Stadio Matusa |
| \| \| \| \| \| Anselmi 67’ \| Marcatori \| 30’ Parisi 52’ Tagliente 57’ Bellacicco \| |           |                                         |        |               |
|                                                                                       |           |                                         |        |               |
| Anselmi 67’                                                                           | Marcatori | 30’ Parisi 52’ Tagliente 57’ Bellacicco |        |               |

| Arbitro: | Manganelli (Milano) |

|                   |           |  |
| Brutto 83’ (rig.) | Marcatori |  |

| Frosinone 13 aprile 1997 29ª giornata | Frosinone | 0 – 0 | Albanova | Stadio Matusa |

| Frosinone 20 aprile 1997 30ª giornata                                                              | Frosinone | 3 – 1                   | Castrovillari | Stadio Matusa |
| \| \| \| \| \| Anselmi 67’ Testa 81’ Francabandiera 89’ \| Marcatori \| 94’ (aut.) Gagliarducci \| |           |                         |               |               |
| |           |                         |               |               |
| Anselmi 67’ Testa 81’ Francabandiera 89’                                                           | Marcatori | 94’ (aut.) Gagliarducci |               |               |

| Bisceglie 27 aprile 1997 31ª giornata | Bisceglie | 0 – 0 | Frosinone | Stadio Gustavo Ventura |

| Frosinone 4 maggio 1997 32ª giornata                       | Frosinone | 2 – 0 | Juveterranova Gela | Stadio Matusa |
| \| \| \| \| \| Campilongo 24’ Testa 59’ \| Marcatori \| \| |           |       |                    |               |
|                                                            |           |       |                    |               |
| Campilongo 24’ Testa 59’                                   | Marcatori |       |                    |               |

| Altamura 11 maggio 1997 33ª giornata           | Altamura  | 1 – 0 | Frosinone | Stadio Antonio D'Angelo |
| \| \| \| \| \| Moscelli 79’ \| Marcatori \| \| |           |       |           |                         |
|                                                |           |       |           |                         |
| Moscelli 79’                                   | Marcatori |       |           |                         |

| Frosinone 18 maggio 1997 34ª giornata                                | Frosinone | 2 – 1       | Catanzaro | Stadio Matusa |
| \| \| \| \| \| Anselmi 15’ Lagati 43’ \| Marcatori \| 69’ Illario \| |           |             |           |               |
|                                                                      |           |             |           |               |
| Anselmi 15’ Lagati 43’                                               | Marcatori | 69’ Illario |           |               |

### Play-out
| Caserta 1º giugno 1997 Play-out andata | Casertana | 0 – 0 | Frosinone | Stadio Alberto Pinto |

| Frosinone 8 giugno 1997 Play-out ritorno         | Frosinone | 1 – 0 | Casertana | Stadio Matusa |
| \| \| \| \| \| Campilongo 88’ \| Marcatori \| \| |           |       |           |               |
|                                                  |           |       |           |               |
| Campilongo 88’                                   | Marcatori |       |           |               |

## Statistiche

### Andamento in campionato
| Giornata  | 1  | 2  | 3  | 4  | 5  | 6  | 7  | 8  | 9  | 10 | 11 | 12 | 13 | 14 | 15 | 16 | 17 | 18 | 19 | 20 | 21 | 22 | 23 | 24 | 25 | 26 | 27 | 28 | 29 | 30 | 31 | 32 | 33 | 34 |
| --------- | -- | -- | -- | -- | -- | -- | -- | -- | -- | -- | -- | -- | -- | -- | -- | -- | -- | -- | -- | -- | -- | -- | -- | -- | -- | -- | -- | -- | -- | -- | -- | -- | -- | -- |
| Luogo     | T  | C  | T  | C  | C  | T  | C  | T  | C  | T  | C  | T  | T  | C  | T  | C  | T  | C  | T  | C  | T  | T  | C  | T  | C  | T  | C  | T  | C  | C  | T  | C  | T  | C  |
| Risultato | P  | P  | N  | N  | V  | N  | P  | P  | N  | P  | V  | V  | N  | V  | N  | N  | P  | P  | P  | V  | N  | N  | V  | P  | N  | N  | P  | P  | N  | V  | N  | V  | P  | V  |
| Posizione | 16 | 16 | 16 | 15 | 13 | 13 | 14 | 14 | 14 | 15 | 15 | 14 | 14 | 12 | 11 | 11 | 13 | 13 | 13 | 14 | 12 | 12 | 12 | 14 | 14 | 14 | 14 | 14 | 14 | 14 | 14 | 14 | 14 | 14 |

Legenda:

Luogo: C = Casa; T = Trasferta. Risultato: V = Vittoria; N = Pareggio; P = Sconfitta.